# Уродон
Уродон (лат. Urodon) — олиготипный род небольших кустарников семейства Бобовые, эндемик юго-западной Австралии.

## Виды
По информации базы данных The Plant List, род включает 2 вида:
- Urodon capitatus Turcz.
- Urodon dasyphyllus Turcz.